# Polizeiruf 110: Tod einer Journalistin
Tod einer Journalistin ist ein Fernsehfilm aus der Krimireihe Polizeiruf 110. Die 382. Folge innerhalb der Filmreihe Polizeiruf 110 wurde am 29. Dezember 2019 erstgesendet. Es ist der 16. Fall von Kriminalhauptkommissarin Olga Lenski und der achte mit Kriminalhauptkommissar Adam Raczek.

## Handlung
Die erfolgreiche Investigativ-Journalistin Anne Gerling verunglückt in ihrem Auto, weil die Radmuttern gelockert wurden. Ein Täter, der sie verfolgt hat, bricht der Bewusstlosen das Genick. Die Kommissare Olga Lenski und Adam Raczek ermitteln, dass die Journalistin illegalen Machenschaften des Energiekonzerns Ergatome auf der Spur war.
Die Nacht vor ihrem Tod verbrachte sie mit Richter Lukasz Franczak, der in wenigen Tagen über die Klage gegen ein Ergatom-Atomkraftwerk zu entscheiden hat. Danach traf sie in einer Kirche einen Informanten, dessen spektakuläre Informationen sie persönlich mit ihrem Vater besprechen wollte, der ebenfalls Journalist ist. Auf der Fahrt zu ihm verlor sie dann die Kontrolle über ihren Wagen und wurde ermordet.
Die Kommissare stellen fest, dass die Brüder Martin und Johannes Schiller, die ein geologisches Gutachten erstellt haben, erpresst werden, den Standort für das AKW im Prozess für erdbebensicher zu erklären, obwohl sie das Gegenteil festgestellt haben. Katharina Franczak ermutigt ihren Mann, seinem Gewissen zu folgen und die falsche Aussage Schillers nicht zu berücksichtigen. Um ihn zu einem Urteil für Ergatom zu zwingen, bringt der Täter Katharina Franczak in seine Gewalt. Lenski, die Katharina befragen will, befreit sie und erschießt den Täter in Notwehr. Als er von Lenski erfährt, dass seine Frau in Sicherheit ist, verbietet der Richter den Bau des AKW.
Für das Lockern der Radmuttern war Katharina Franczak verantwortlich. Sie hatte von der Affäre ihres Mannes erfahren, und da die Journalistin in einem Brief von ihrer Schwangerschaft berichtet hatte, befürchtete sie, ihr Mann könnte sich für seine Geliebte entscheiden. Ihre Ehe war kinderlos geblieben, und in der Schwangerschaft sah sie eine große Gefahr für ihre Ehe. Sie wollte nur einen kleinen Unfall verursachen und hoffte, dass Anne Gerling nur das Kind dabei verlieren würde.

## Hintergrund
Der Film wurde vom 28. Mai 2019 bis zum 2. Juli 2019 in Beiersdorf-Freudenberg (Märkisch-Oderland), Berlin und Świecko gedreht.

## Rezeption

### Einschaltquoten
Die Erstausstrahlung von Tod einer Journalistin am 29. Dezember 2019 wurde in Deutschland von 6,86 Millionen Zuschauern gesehen und erreichte einen Marktanteil von 20,9 % für Das Erste.

### Kritiken
Der Film-Dienst bewertete den Film mit drei von fünf möglichen Sternen und beurteilte ihn als geradlinigen, gut gespielten Krimi, „der trotz seiner gesellschaftsrelevanten Themen vor allem auf soliden Spannungsaufbau setzt. Zusätzliche Nuancen bringen die vielschichtig gezeichneten Figuren mit ein.“ In der FAZ lobte Axel Weidemann das Team um die Produzentin Heike Streich dafür, „große Themen groß aufzuziehen, während es dem Ensemble gelingt, diese Last mit Lust zu stemmen. Man sieht gebannt dabei zu.“ Zu einer gegensätzlichen Meinung kam Inna Hartwich in der NZZ: Der Film scheitere an seinem großen Anspruch, „aktuelle Themen wie Angriffe auf investigative Journalisten, den Umgang mit Whistleblowern und die Gefahren durch Kernkraftwerke miteinander zu vermischen,“ und gehe „letztlich nicht sehr weit über die platte Ermittlerfrage «Wo waren Sie zwischen…» hinaus.“
Tilmann P. Gangloff befand bei tittelbach.tv: „Der ‚Polizeiruf‘ aus Brandenburg hat sich zu einer ernstzunehmenden Farbe im Reigen der ARD-Sonntagskrimis gewandelt. Früher waren die Beiträge vom RBB ein Garant für Entschleunigung, aber ‚Tod einer Journalistin‘ (RBB / Real Film) bietet eine richtig gute Mischung aus Krimi und Politthriller. […] Die Geschichte ist wegen diverser interessanter Nebenfiguren ziemlich komplex, die Inszenierung fesselt auch dank der guten Arbeit mit den Schauspielern. Außerdem leistet sich der Film den Luxus, bereits nach wenigen Minuten auf eine potenzielle Hauptdarstellerin zu verzichten.“
In der FAZ war zu lesen: „Was diesen ‚Polizeiruf‘ auszeichnet, ist seine Unaufdringlichkeit. Dialoge und Aktion wirken nicht wie aus dem Degeto-Labor.“ „Der Film [bekommt] an den richtigen Stellen Gewicht, das die leichte Unwucht an anderer Stelle – zu viele Schattenmänner im Gegenlicht nebst mancher Vorhersehbarkeit […] geschickt austarieren kann. Mit diesem ‚Polizeiruf‘ beweist das Team um die Produzentin Heike Streich den Mut, große Themen groß aufzuziehen, während es dem Ensemble gelingt, diese Last mit Lust zu stemmen. Man sieht gebannt dabei zu.“
Die Kritiker der Fernsehzeitschrift TV Spielfilm gaben dieser Folge die beste Wertung („Daumen nach oben“). Sie urteilten: „Klassischer, gradlinig erzählter Who-dunit-Krimi um brisantes Thema in aufgeladenen Energiewendezeiten.“